# Repräsentantenhaus von Vermont

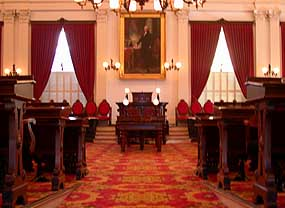
Sitzungssaal des Repräsentantenhauses von Vermont

Das Repräsentantenhaus von Vermont (Vermont House of Representatives) ist das Unterhaus der Vermont General Assembly, der Legislative des US-Bundesstaates Vermont.
Die Parlamentskammer setzt sich aus 150 Abgeordneten zusammen. Davon stellen 66 Wahldistrikte jeweils einen und 42 jeweils zwei Abgeordnete. Jeder Abgeordnete repräsentiert ungefähr 4.100 Einwohner. Die Abgeordneten werden jeweils für zweijährige Amtszeiten gewählt; eine Beschränkung der Amtszeiten existiert nicht. Der Sitzungssaal des Repräsentantenhauses befindet sich gemeinsam mit dem Staatssenat im Vermont State House in der Hauptstadt Montpelier.

## Struktur der Kammer
Vorsitzender des Repräsentantenhauses ist der Speaker of the House. Er wird zunächst von der Mehrheitsfraktion der Kammer gewählt, ehe die Bestätigung durch das gesamte Parlament folgt. Der Speaker ist auch für den Ablauf der Gesetzgebung verantwortlich und überwacht die Abstellungen in die verschiedenen Ausschüsse.  Derzeitiger Amtsinhaber ist Jill Krowinski aus Burlington, Abgeordnete der Demokraten aus dem Wahlbezirk Chittenden-16.
Weitere wichtige Amtsinhaber sind der Mehrheitsführer (Majority leader) und der Oppositionsführer (Minority leader), die von den jeweiligen Fraktionen gewählt werden. Die demokratische Mehrheitsfraktion wird momentan von Emily Long aus Newfane (Wahlbezirk Windham-5) angeführt, Minority leader der Republikaner ist Patricia McCoy aus Poultney (Wahlbezirk Rutland-1). Im Gegensatz zu fast allen anderen Staatslegislativen existiert noch eine dritte Fraktion: die der Vermont Progressive Party.

## Zusammensetzung nach der Wahl im Jahr 2022
| Partei | Partei                    | Abgeordnete |
| ------ | ------------------------- | ----------- |
|        | Demokratische Partei      | 104         |
|        | Republikanische Partei    | 38          |
|        | Vermont Progressive Party | 5           |
|        | parteilos                 | 3           |
| Summe  | Summe                     | 150         |